# فخرآباد (درمیان)
فخرآباد یک روستا در ایران است که در شهرستان درمیان استان خراسان جنوبی واقع شده‌است.